# Joe Kinnear
Joe Kinnear (* 27. Dezember 1946 in Dublin; † 7. April 2024) war ein irischer Fußballspieler und zuletzt Trainer von Newcastle United. Der langjährige Spieler von Tottenham Hotspur arbeitete nach seiner aktiven Laufbahn zunächst zwischen 1975 und 1987 in diversen Ländern des Nahen und Fernen Ostens, bevor ihm beim FC Wimbledon auch als Trainer der Durchbruch gelang.

## Vereinskarriere
Der in Dublin geborene Joe Kinnear wuchs ab dem Alter von sieben Jahren im englischen Watford auf, wo seine Mutter nach dem frühen Tod des Vaters die fünf Kinder alleine aufzog. Joe Kinnear spielte in der Jugend Fußball für St Albans City und FC North Watford Youth Football Club, bevor er sich im August 1963 Tottenham Hotspur anschloss und dort 18 Monate später seinen ersten Profivertrag unterschrieb. Kurz nach seinem ersten Ligaeinsatz am 8. April 1966 gegen West Ham United debütierte der rechte Außenverteidiger auch in der irischen Nationalmannschaft und unterlag am 22. Februar 1967 der Türkei mit 1:2. Mit seiner Zweikampfstärke und Schnelligkeit wurde der klein gewachsene Kinnear schnell zu einer Konstante bei den Spurs und bildete vor allem mit dem linken Abwehrspieler Cyril Knowles ein gutes Außenverteidigerpärchen. Dazu war er als Ballverteiler und mit Flankenläufen auf seiner rechten Seite Bestandteil des Offensivspiels. Der erste Titelgewinn folgte, als er mit seiner Mannschaft im FA-Cup-Endspiel den FC Chelsea mit 2:1 besiegte.
Spätestens ab der Saison 1967/68 war Kinnear Stammspieler auf der rechten Abwehrseite und kam 1971 im Ligapokal zu seinem nächsten Titelgewinn. Im selben Jahr hatte er jedoch mit einer Knöchelverletzung zu kämpfen und musste von Ray Evans vertreten werden, der wiederum seine Chance zu nutzen wusste und im Gegensatz zu Kinnear noch über Torgefährlichkeit verfügte. So entschied sich Trainer Bill Nicholson dazu, Evans in der Stammformation zu belassen. Kinnear blieb aber weiterhin integraler Bestandteil des Kaders und war vor allem während der erfolgreichen UEFA-Pokal-Saison 1971/72 ein wichtiger Spieler, das sich in den Berufungen zu den beiden Finalspielen gegen die Wolverhampton Wanderers niederschlug. Dort gewann er nach dem 2:1-Auswärtssieg und einem 1:1 im Rückspiel an der White Hart Lane seine erste – und letztlich einzige – internationale Trophäe. Mit einem 1:0-Finalsieg gegen Norwich City gewann Kinnear 1973 seinen zweiten Ligapokal. Bis 1975 lieferte er sich mit Evans weiter ein Privatduell um die Rechtsverteidigerposition, bevor dann beide in diesem Jahr die Spurs verließen.
Seine aktive Laufbahn ließ Kinnear, der bis 1975 auf 26 Länderspiele für Irland kam, nach 16 Ligapartien für den Drittligisten Brighton & Hove Albion verhältnismäßig früh in seinem 30. Lebensjahr ausklingen.

## Trainerlaufbahn
Nach dem Ende seiner aktiven Karriere verbrachte Kinnear fünf Jahre in Dubai und arbeitete für Al-Schardscha und an der Seite von Dave Mackay für Al Shabab in den Vereinigten Arabischen Emiraten. Dazu kam ein weiteres Engagement in Malaysia, sowie drei weitere Monate für die indische Nationalmannschaft und ein Jahr für die nepalesische Auswahl. Er kehrte später nach England zurück, um dort wiederum Dave Mackay bei den Doncaster Rovers zu assistieren.

### FC Wimbledon (1992–1999)
Nach Mackays Weggang im Jahr 1989 übernahm Kinnear kurzzeitig das Cheftraineramt in Doncaster, bevor er im Anschluss an die Vereinsübernahme durch ein Konsortium von Billy Bremner beerbt wurde. Im weiteren Jahresverlauf schloss sich Kinnear dem FC Wimbledon an, um dort die Reservemannschaft zu betreuen. Als im Januar 1992 Cheftrainer Peter Withe entlassen wurde, stand Kinnear als Nachfolger bereit. Er führte die Mannschaft in der Saison 1993/94 zu einem sechsten Platz in der Premier League und ließ diesem – entgegen vielen gegenteiligen Expertenprognosen – einen erneut überraschend guten neunten Rang folgen (im Gegensatz zu den meisten Konkurrenten in der englischen Eliteliga verfügte Kinnear über ein äußerst geringes Transferbudget).
Mit diesen Achtungserfolgen machte Kinnear nachhaltig auf sich aufmerksam und so befand er sich 1996 in der näheren Auswahl für die Nachfolge des irischen Nationaltrainers Jack Charlton und lehnte angeblich ein konkretes Angebot ab. Stattdessen arbeitete er weiter erfolgreich im Vereinsfußball und führte den FC Wimbledon in der Saison 1996/97 neben dem achten Ligaplatz zu zwei Halbfinalteilnahmen im FA Cup und im Ligapokal. Im März 1999 erlitt Kinnear vor dem Meisterschaftsspiel gegen Sheffield Wednesday einen Herzinfarkt und trat im Juni desselben Jahres von seinem Amt zurück.

### Luton Town (2001–2003)
Bevor er letztlich für Luton Town wieder ins Trainerfach zurückkehrte, war er als Nachfolger von Martin O’Neill bei Leicester City und als „Feuerwehrmann“ beim Erstligaabstiegskandidaten Sheffield Wednesday im Gespräch gewesen. Stattdessen arbeitete er während der Saison 2000/01 kurzzeitig als Sportdirektor bei Oxford United und gab diese Tätigkeit bereits im Januar 2001 wieder auf. Dabei wurden erneut gesundheitliche Gründe für das schnelle Ende angegeben, wobei jedoch als entscheidend vielmehr Kinnears fehlender Einfluss auf die sportlichen Geschicke galt. Nur wenige Wochen später bot ihm Drittliga-Abstiegskandidat Luton Town ein ähnliches Amt an. Kurz nach seiner Ankunft degradierte Kinnear den damaligen Trainer Lil Fuccillo und stellte sich quasi selbst als dessen Nachfolger ein.
Trotz der kostspieligen Verpflichtung von Stürmer Steve Howard für 50.000 Pfund am letzten Tag der Wintertransferperiode, verfehlte Kinnear mit seiner neuen Mannschaft den Klassenerhalt. Er ersetzte daraufhin einen Großteil des Kaders mit eigenen neuen Spielern; darunter befanden sich der Flügelspieler Jean-Louis Valois und die späteren Kapitäne Kevin Nicholls und Chris Coyne. Die neu zusammengestellte Mannschaft gelang mit der Vizemeisterschaft der direkte Wiederaufstieg, was gleichzeitig der erste Aufstieg der „Hatters“ seit 20 Jahren bedeutete. Das Team wurde auch in der Saison 2002/03 in der drittklassigen Second Division als erweiterter Aufstiegskandidat angesehen und so war der neunte Abschlusstabellenplatz etwas enttäuschend. Als der Verein im Mai 2003 an ein von John Gurney angeführtes Konsortium verkauft wurde entließ die neue Vereinsführung Kinnear und seinen Assistenten Mick Harford, wobei die Umstände, dass Kinnears und Harfords Entlassungspapiere von einem Angestellten des Ligakonkurrenten Northampton Town unterzeichnet wurden, als „unglücklich“ galt.

### Nottingham Forest (2004)
Bis Februar 2004 blieb Kinnear ohne Beschäftigung, bevor ihm dann Nottingham Forest ein Angebot machte. Als Nachfolger von Paul Hart belegte Forest zum damaligen Zeitpunkt den drittletzten Platz, aber Kinnear gelang auf Anhieb eine Trendwende. Der Anstieg auf den 14. Rang am Ende der Spielzeit ließ den Verein sogar vor Beginn der Saison 2004/05 von dem Aufstieg in die Premier League träumen, aber nach nur vier Siegen in den ersten 23 Ligapartien folgte die Ernüchterung und nach einer 0:3-Niederlage gegen Derby County im Pride Park Stadium trat Kinnear am 16. Dezember 2004 von seinem Trainerposten zurück. Nottingham Forest sollte unter Interimstrainer Mick Harford und später Gary Megson mit dem 22. Platz den Abstieg in die Drittklassigkeit nicht mehr verhindern können.

### Newcastle United (2008–2009)
Nach weiteren fast vier Jahren ohne Beschäftigung und nur zeitweiliger Gerüchte über eine Rückkehr ins Trainerfach (beispielsweise bei den Queens Park Rangers) verpflichtete ihn die Vereinsführung von Newcastle United nach dem Rücktritt von Kevin Keegan im Oktober 2008 auf Interimsbasis. Die ursprünglich auf einen Monat angelegte Beschäftigung wurde schnell um einen weiteren Monat bis Ende des Jahres verlängert. Am 28. November 2008 verpflichteten die „Magpies“ Kinnear bis zum Ende der Saison 2008/09.
Kinnear starb im April 2024 im Alter von 77 Jahren.

## Erfolge
- UEFA-Pokal-Sieger: 1972
- FA-Cup-Sieger: 1967
- Englischer Ligapokalsieger: 1971, 1973
- Charity-Shield-Gewinner: 1967 (geteilter Titel)